# День Австралії
День Австралії — державний вихідний день у Австралії.
Святкується 26 січня — саме у цей день 1788 року капітан Артур Філіп висадився в бухті Сіднея, підняв британський прапор і заснував першу колонію — Новий Південний Уельс.
У святкування також включені деякі події тубільних австралійців. Однак, починаючи з 1938 року, тубільні австралійці та інші відзначають цей день жалобою щодо вторгнення британців і початку колонізації, таким чином протестуючи проти святкування цієї події. Ці групи іноді згадують 26 січня як День вторгнення, День виживання або День жалоби.